# Dietmar Zierer

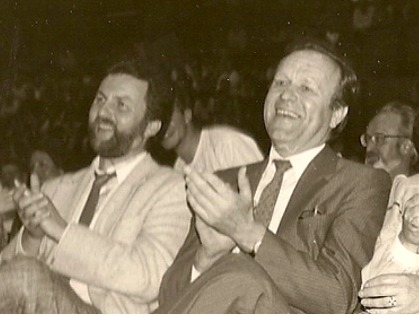
Dietmar Zierer (li) und Hans Schuierer bei einer Anti-WAA-Veranstaltung

Dietmar Zierer (* 22. Mai 1943 in Burglengenfeld; † 1. März 2015 ebenda) war ein deutscher Jurist und Politiker (SPD, danach Grüne, zuletzt Die Linke). Er leitete eine Rechtsanwaltskanzlei und war ab 1978 Mitglied des Bayerischen Landtags.

## Leben
Dietmar Zierer, Sohn von Betty Zierer, geborene Baumann, und Johann Zierer, besuchte die Volksschule in Burglengenfeld in der Oberpfalz und machte das Abitur am humanistischen Gymnasium Neumarkt. Er leistete zwei Jahre seinen Bundeswehrdienst ab und wurde später Major der Reserve. Zierer studierte Rechtswissenschaften an den Universitäten München und Regensburg sowie Verwaltungswissenschaften an der Verwaltungshochschule Speyer. Nach Bestehen beider juristischer Staatsexamen wurde er 1975 selbstständiger Rechtsanwalt und leitete eine Anwaltspraxis in Burglengenfeld.
Im Jahr 1967 wurde Zierer Mitglied der SPD. Er war 1. Vorsitzender des SPD-Unterbezirks Schwandorf/Cham, Mitglied im Bezirksvorstand der ostbayerischen SPD, stellvertretender Fraktionsvorsitzender der SPD im Kreistag Schwandorf, Mitglied im Stadtrat der Stadt Burglengenfeld und 1. Stellvertreter des Landrats des Landkreises Schwandorf. Er war von 1978 bis 1990 Abgeordneter des Bayerischen Landtages, 1986 gewann er das Direktmandat im Stimmkreis Schwandorf. Später trat Zierer im Streit aus der SPD aus. Von 2002 bis 2008 war er Mitglied der Grünen, für die er zur Bundestagswahl 2005 als Direktkandidat im Wahlkreis Schwandorf antrat. Ab 2008 war er Mitglied der Partei Die Linke, für die er bei der Landtagswahl in Bayern 2008 im Stimmkreis Schwandorf antrat und 4,9 % der Erststimmen errang.
Dietmar Zierer war verheiratet mit Doris Zierer, geborene Meyer, hatte zwei Kinder und starb am 1. März 2015 nach langer Krankheit im Alter von 71 Jahren.

## Widerstand gegen den Bau der WAA Wackersdorf

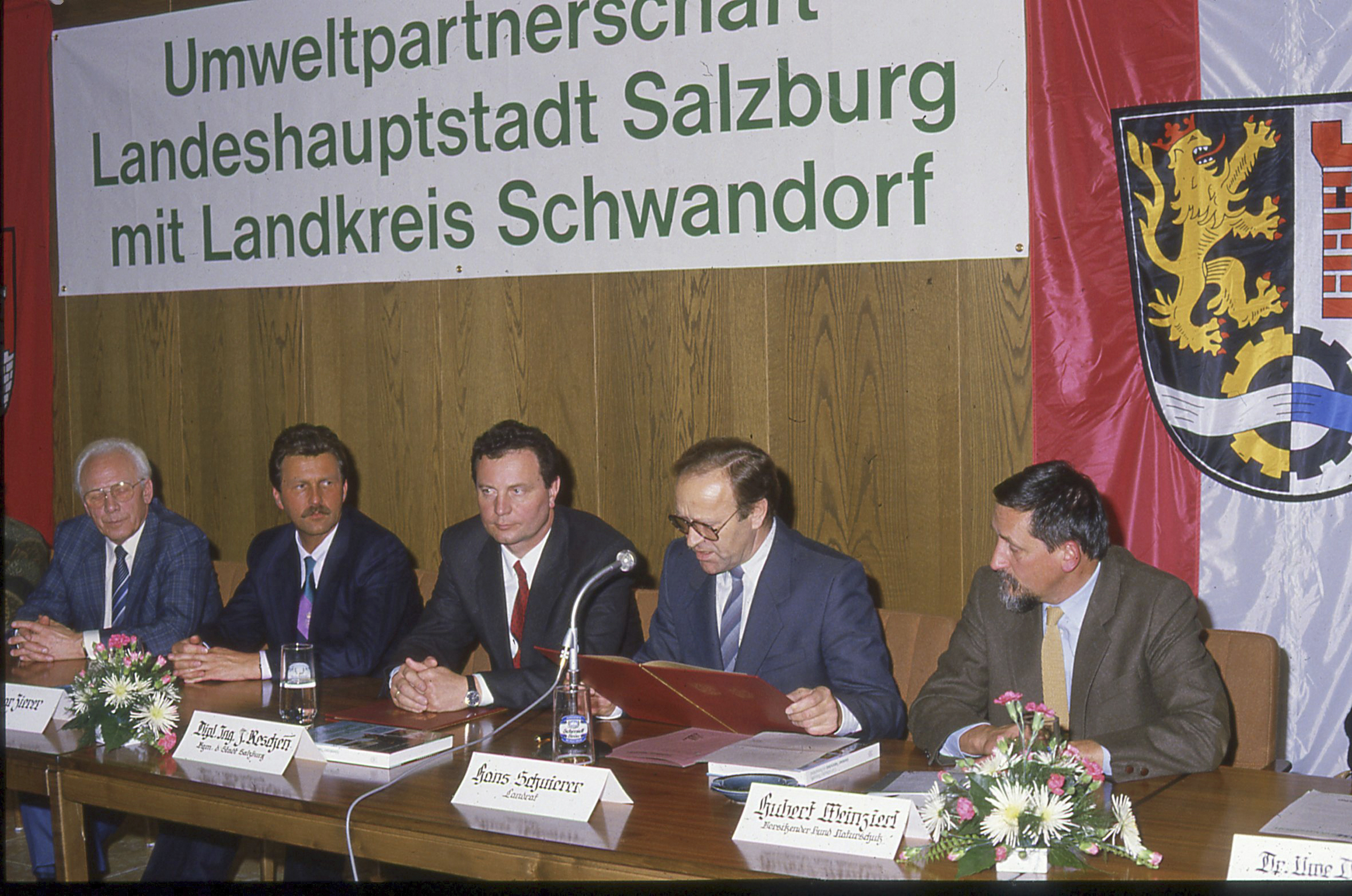
Dietmar Zierer, Josef Reschen, Hans Schuierer, Hubert Weinzierl (rechts) 1987

Als stellvertretender Landrat im Landkreis Schwandorf (Oberpfalz) widersetzte sich Zierer der Weisung durch den Regierungspräsidenten, die Baugenehmigung für die Wiederaufarbeitungsanlage Wackersdorf zu erteilen. So kam die „Lex Schuierer“ zur Anwendung und die Bezirksregierung der Oberpfalz erteilte die Baugenehmigung selbst. Zierer bezeichnete dies als „Lehrstück für autoritäre und nicht für demokratische Strukturen“. Während Landrat Hans Schuierer im Krankenhaus lag, urteilte Zierer über das Vorgehen: „Recht viel anders hätte sich auch eine Diktatur nicht verhalten.“ Beim Erörterungstermin zur WAA 1988 in Neunburg vorm Wald musste Zierer durch ein Fenster in die überfüllte Stadthalle einsteigen.

## Veröffentlichungen
- Niedergang und Zusammenbruch der Weimarer Parteien 1930–1933.
- Radioaktiver Zerfall der Freiheit – WAA Wackersdorf. Lokal-Verlag, 1988, ISBN 978-3-925603-06-8.
- mit Oskar Duschinger: Glanz und Elend der Maxhütte. Lokal-Verlag, Burglengenfeld 1990, ISBN 3-925603-09-3.